# Derobrachus drumonti
Derobrachus drumonti là một loài bọ cánh cứng trong họ Cerambycidae.